# 애나 프리얼
애나 프릴(Anna Friel, 영어 발음: /friːl/, 1976년 7월 12일 ~ )은 잉글랜드의 배우이다.

## 출연 작품

### 영화
- 겜블 (1999)
- 한여름 밤의 꿈 (1999)
- 선셋 스트립 (2000)
- 타임라인 (2003)
- 골! (2005)
- 바토리 (2008)
- 로스트 랜드: 공룡 왕국 (2009)
- 환상의 그대 (2010)
- 리미트리스 (2011)
- 북스 오브 블러드 (2020)

### 텔레비전
- 푸싱 데이지 (2007-09)
- 마르셀라 (2016-21)

### 연극
- 티파니에서 아침을 (2009)
- 바냐 아저씨 (2012)